# ガンビアサッカー連盟
ガンビアサッカー連盟（ガンビアサッカーれんめい、Gambia Football Federation 、GFF；旧称・ガンビアサッカー協会、 Gambia Football Association (GFA) ）は、ガンビアのサッカー国内競技団体。1952年に設立され、1968年に国際サッカー連盟（FIFA）に、1966年にアフリカサッカー連盟（CAF）に加盟した。国内リーグとしてGFAリーグ・ファーストディビジョン、GFAリーグ・セカンドディビジョンを所管し、代表チームを組織している  。現在の代表は2014年9月からラミン・カバ・バホ。